# Regenboogkerk (Oegstgeest)
Regenboogkerk is een kruiskerk in Oegstgeest.
Dit gebouw is samen met het Groene Kerkje van de Protestantse Gemeente Oegstgeest (PGO). De naam is medio jaren negentig gewijzigd van "Kerk aan de Mauritslaan" naar de huidige.